# Curry rouge
 (février 2022).
Si vous disposez d'ouvrages ou d'articles de référence ou si vous connaissez des sites web de qualité traitant du thème abordé ici, merci de compléter l'article en donnant les références utiles à sa vérifiabilité et en les liant à la section « Notes et références ».
Le curry rouge (thaï : แกงเผ็ด ; RTGS : kaeng phet ; API : [kɛːŋ pʰèt] ; littéralement : « soupe épicée ») est un curry thaïlandais populaire, composé de pâte de curry rouge cuite dans du lait de coco, à laquelle on ajoute de la viande (poulet, bœuf, porc, canard ou crevette) ou des protéines végétales comme du tofu.

## Pâte de curry rouge
La pâte de curry rouge thaïlandaise de base (thaï : พริก แกงเผ็ด ; rtgs : phrik kaeng phet) est traditionnellement faite avec un mortier et un pilon et reste humide tout au long du processus de préparation. La coloration rouge dérive des piments rouges séchés (thaï : พริก แห้ง เม็ด ใหญ่ ; rtgs : prik haeng met yai). Les ingrédients principaux sont les piments rouges séchés, l'ail, les échalotes, le galanga, la pâte de crevettes, le sel, le zeste de citron kaffir, les racines et les graines de coriandre, les graines de cumin et de poivre et la citronnelle. Aujourd'hui, les pâtes de curry rouge thaïlandais préparées sont disponibles sur le marché en quantités massives et également disponibles en bouteille pour certaines marques.

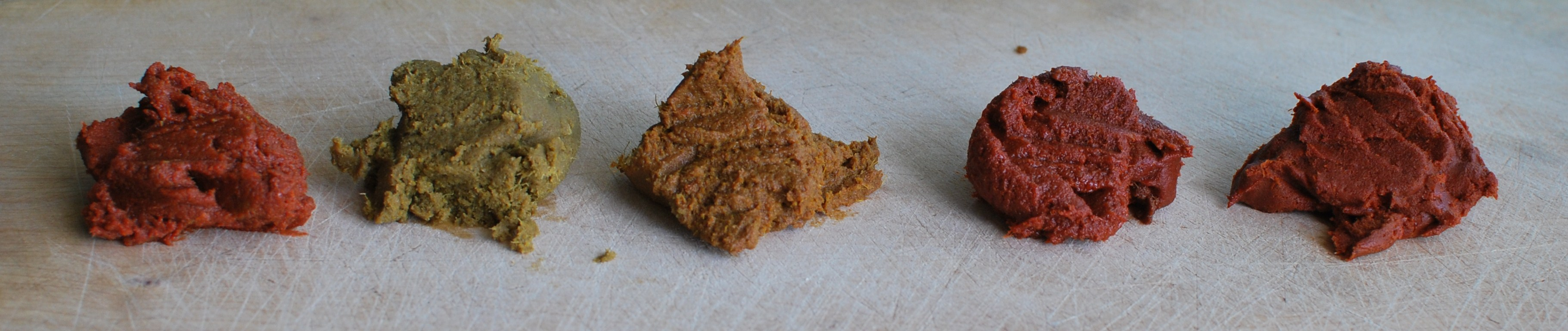
Pâtes de curry rouge tout à gauche de l'image. À sa droite, une pâte de curry verte, jaune, Penaeng et mussaman.

## Ingrédients et préparation
La pâte de curry rouge est cuite dans une casserole avec de l'huile de cuisine, à laquelle est ajouté du lait de coco. Ensuite, la viande ou l'autre source de protéines est ajoutée dans le liquide. Différents types de viandes peuvent constituer le curry rouge, comme le poulet, le bœuf, le porc, les crevettes, le canard, ou même des viandes exotiques, comme la grenouille ou le serpent, les plus communes étant toutefois le poulet, le porc et le bœuf. La viande est coupée en petits morceaux. On y ajoute souvent de la sauce de poisson, du sucre, des feuilles de kaffir hachées, des aubergines thaïlandaises, des pousses de bambou, du basilic thaï (bai horapha).
Du tofu, des substituts de viande ou des légumes comme la citrouille peuvent être utilisés dans une variante pseudo-végétarienne, mais en raison de la présence de pâte de crevette dans la pâte de curry, cette substitution ne rend pas le plat végétarien. Il existe cependant des pâtes végétariennes au curry rouge.
Ce plat a normalement la consistance d'une soupe et est servi dans un bol et mangé avec du riz cuit à la vapeur.
La pâte de curry rouge est l'arôme central d'un certain nombre d'autres plats non apparentés, tels que hot man pla (beignets de poisson) and sai ua (saucisses grillées de Chiang Mai).